# Eristalis pigaliza
Eristalis pigaliza är en tvåvingeart som beskrevs av Violovitsh 1977. Eristalis pigaliza ingår i släktet slamflugor, och familjen blomflugor. Inga underarter finns listade i Catalogue of Life.